# LFG Roland D.III
L'LFG Roland D.III, identificato più semplicemente anche come Roland D.III, era un aereo da caccia monoposto biplano sviluppato dall'azienda aeronautica tedesco imperiale Luft-Fahrzeug-Gesellschaft mbH (LFG) negli anni dieci del XX secolo.
Derivato dall'LFG Roland C.II da ricognizione biposto, del quale riproponeva la tecnica costruttiva, indicata in lingua tedesca Wickelrumpf, che contraddistinguerà tutte le prime produzioni dell'azienda tedesca, prestò servizio durante la prima guerra mondiale principalmente nei reparti da caccia del Regno di Bulgaria e solo marginalmente nella  Luftstreitkräfte, la componente aerea del Deutsches Heer (l'esercito imperiale tedesco), nelle prime fasi della prima guerra mondiale.
A differenza dei C.II e dei precedenti caccia LFG Roland D.I e D.II, caratterizzati da una affusolata fusoliera che ricordava la forma di un pesce e che occupava l'intero spazio tra le ali, il D.III introdusse una fusoliera ridotta in altezza per favorire la visibilità anteriore al pilota.

## Utilizzatori
Bulgaria
- Aeronautica militare bulgara

 Germania
- Luftstreitkräfte